# NGC 74

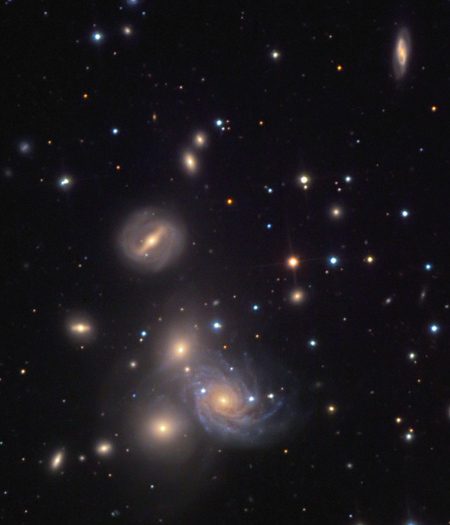
NGC 74 w prawym górnym rogu zdjęcia. Poniżej i na lewo od środka grupa Arp 113.

NGC 74 (również PGC 1219) – galaktyka spiralna (Sb), znajdująca się w gwiazdozbiorze Andromedy. Odkrył ją R.J. Mitchell – asystent Williama Parsonsa 7 października 1855 roku.